# Gonzalo Goicoechea
Gonzalo Goicoechea Luquin (Oteiza, Navarra, 13 de marzo de 1952 - Madrid, 7 de febrero de 2009) fue un periodista y guionista español. Es conocido principalmente por su larga colaboración con el director Eloy de la Iglesia, ejerciendo de guionista y ocasional productor, para sus películas realizadas entre 1977 y 1987.

## Biografía
Nacido en el pueblo navarro de Oteiza su formación tuvo lugar en Madrid donde estudió periodismo, labor que desempeñó en prensa, radio y televisión. Su primer trabajo tuvo lugar en Televisión Española en el programa Telerevista. Destacó su actividad en publicaciones como Cine en 7 días, Triunfo e Interviú, donde mostraba su preocupación por temas sociales y destapaba aspectos oscuros de sucesos aparentemente vulgares. También relató las circunstancias históricas del País Vasco y realizó mordaces críticas de cine bajo el seudónimo de Eugenio Luquin.

"Era jovencísimo, alto, rubio, muy guapo. Era fácil que me fuera bien. Madrid a mediados de los setenta era un sitio fascinante y yo, con este ímpetu de la juventud, sentía que en mi pueblo no se me había perdido nada. Pero luego la vida me ha enseñado a volver al origen, a las raíces. Mi familia me salvó del agujero. Siempre digo que la gran diferencia entre yo y lo que les pasó a los demás, a Eloy el primero, es que yo tuve una familia detrás que no me dejó vender mi casa ni mis cosas en los momentos en que yo hubiese dado todolo que tenía por un poquito más de caballo (heroína). Eso son las raíces, el pueblo del que has renegado cuando eres joven, pero que es lo único que te queda cuando estás en el túnel."
Gonzalo Goicoechea (2006) 

En 1977, con 25 años, comenzó a ejercer de guionista cinematográfico en la película dirigida por Eloy de la Iglesia Los Placeres Ocultos. A partir de entonces guionizó 11 películas más, en su mayoría dirigidas por Eloy de la Iglesia, que mostraban los mundos marginales de la España de los años setenta y ochenta y reflejaban temáticas sensibles como la droga, la homosexualidad o la delincuencia juvenil. También realizó labores de casting para el realizador donostiarra.

"Es muy divertido pensar historias. El único plazo que teníamos era el que nos ponía nuestra propia ansia por tener películas listas. Es que si no se divierte uno escribiendo algo está haciendo mal. Yo esta ansiedad que sufren, o dicen que sufren, muchos escritores no la entiendo. Hijos de puta, si tenéis el mejor trabajo del mundo, que es contar historias. ¿Qué privilegio más grande puede haber?. Si te aburres trabajando cuando escribes digo yo que no serás muy buen escritor."
Gonzalo Goicoechea (2006) 

Además elaboró los guiones para películas de directores como Pedro Olea (Akelarre), Santiago San Miguel (Crimen en familia) o Juan Caño (Caso cerrado). También ejerció como actor ocasional, con pequeños papeles, en las películas La mujer del ministro (1981) y El pico 2 (1983) de Eloy de la Iglesia.

"Tuve toda clase de experiencias. En el caso de Olea, él no proponía nada, ni una sola secuencia. Yo proponía y él se limitaba a decir, “ah, pues sí”. Akelarre no funcionó como película, ni la recuerdo."
Gonzalo Goicoechea (2006) 

También junto a Eloy de la Iglesia, tras su separación de Ópalo Films, fundó la productora Gaurko Filmeak coproduciendo la película Otra Vuelta de Tuerca, adaptación de la novela de Henry James. 

"Nosotros produjimos Otra vuelta de tuerca. Yo como productor pero fue una idea de Eloy aunque todos piensan que fue una idea mía. “Una producción de Gonzalo Goicoechea para...”, ¡qué horror! La película fue un desastre total.(...) Pero yo era un productor engañoso, o sea, figuraba como productor pero el que mandaba era Eloy, lo que él decía, se hacía. Pero bueno se termina la película y está todo el mundo muy contento, menos Eloy, que se ve en la tesitura de que tiene que vender su casa (...). La había vendido para poner los dineros en la productora."
Gonzalo Goicoechea (2006) 

Falleció en Madrid, el 7 de febrero de 2009, a los 56 años debido a un infarto agudo de miocardio.

## Filmografía
Como guionista
- Los placeres ocultos (1977)
- El diputado (1978)
- Navajeros (1980)
- La mujer del ministro (1981)
- Colegas (1982)
- El pico (1983)
- Akelarre (1984)
- El pico 2 (1984)
- Crimen en familia (1985)
- Caso cerrado (1985)
- Otra vuelta de tuerca (1985)
- La estanquera de Vallecas (1987)

Como actor
- La mujer del ministro (1981)
- El pico 2 (1984)

Como productor
- Otra vuelta de tuerca (1985)